# Thomas Carlyle
Thomas Carlyle (født 4. december 1795, død 5. februar 1881) var en skotsk forfatter, historiker, historiefilosof og kritiker.